# Trường Đại học Lafayette
Trường Đại học Lafayette (tiếng Anh: Lafayette College) là một trường đại học khai phóng tư thục của Hoa Kỳ, nằm ở thành phố Easton, bang Pennsylvania. Trường được thành lập năm 1826 bời người dân Easton và bắt đầu lớp học đầu tiên vào năm 1832. Những người thành lập trường đã quyết định lấy tên Hầu tước La Fayette để tưởng nhớ đến công lao của ông dành cho nước Mỹ.
Cộng đồng sinh viên ở đây, tất cả đều là sinh viên đại học, đến từ 42 bang và 72 nước khác nhau. Trong ấn bản phát hành năm 2008, tờ báo US News Lưu trữ ngày 30 tháng 7 năm 2008 tại Wayback Machine xếp Lafayette đứng thứ 34 trong số hơn 1000 trường đại học khai phóng khác trong cả nước trong khi Barron's xếp Lafayette là một trong 65 đại học khó nhất Hoa Kỳ. Tổng số vốn của trường được xếp vào top 100 toàn quốc. 23 đội tuyển thể thao của trường đều tham gia vào Patriot League, trong đó đội tuyển bóng bầu dục đã liên tiếp giành chức vô địch 3 năm gần đây.

## Lịch sử
1 nhóm cư dân thành phố Easton, đứng đầu là luật sư James Madison Porter, đã họp mặt và ngày 27 tháng 12 năm 1824 ở khách sạn White để bàn về kế hoạch mở 1 trường đại học trong vùng. Chuyến viếng thăm lúc đó của Hầu tước La Fayette đến Philadelphia đã khiến họ muốn đặt tên trường theo tên vị tướng người Pháp này. Họ cũng thành lập Hội đồng Quản trị gồm 35 thành viên và hình thức này vẫn được duy trì cho đến này. Porter, luật sư Jacob Wayner và luật sư Joel Jones, tốt nghiệp từ Yale được giao nhiệm vụ lên kế hoạch giảng dạy cho trường. Ngày 9 tháng 3 năm 1826, thị trưởng bang Pennsylvania chính thức cho phép thành lập trường.
Lafayette không chính thức hoạt động cho đến 6 năm sau. Lớp học đầu tiên bất đầu vào ngày 9 tháng 5 năm 1832 trong 1 trang trại, với sự tham gia của 43 sinh viên vốn sinh sống ở phía bên kia con sông Lehigh. Họ phải kiếm tiền đóng góp cho trường bằng cách làm việc trên các cánh đồng và các nông trại. Sau đó, trường Lafayette mua một mảnh đất, nay được gọi là College Hill, rộng 5 hecta phía trên thung lũng Bushkill. Tòa nhà đầu tiên của trường được xây dựng 2 năm sau đó ở khu vực nay được gọi là South College.
Lafayette bắt đầu có quan hệ với nhà thờ Thiên chúa giáo vào năm 1854, mặc dù việc cắt đứt quan hệ này vẫn đang được bàn bạc. Vào năm 1857, khi Francis March trở thành giáo sư dạy tiếng Anh đầu tiên ở 1 trường đại học Mỹ cũng là lúc Lafayette lần đầu tiên áp dụng chương trình học này.
The Lafayette, tờ báo tuần của đại học Lafayette, được thành lập năm 1870 và là tờ báo sinh viên lâu đời nhất bang Pennsylvania. Nó được phát hành cả trên giấy và trên Internet.
Năm 1970, trường nhận thêm rất nhiều học sinh sau khi chuyền từ 1 trường nam thành trường dành cho cả nam và nữ.
Năm 2007, trường tổ chức kỷ niệm 250 năm ngày sinh Marquis de Lafayette bằng rất nhiều buổi thuyết trình và các hoạt động lễ hội. Đa số các hoạt động này diễn ra vào ngày mùng 6 tháng 9 năm 2007, và được khai mạc đêm hôm trước bằng buổi diễn thuyết của nhà sử học nổi tiếng David McCullough.

## Học tập

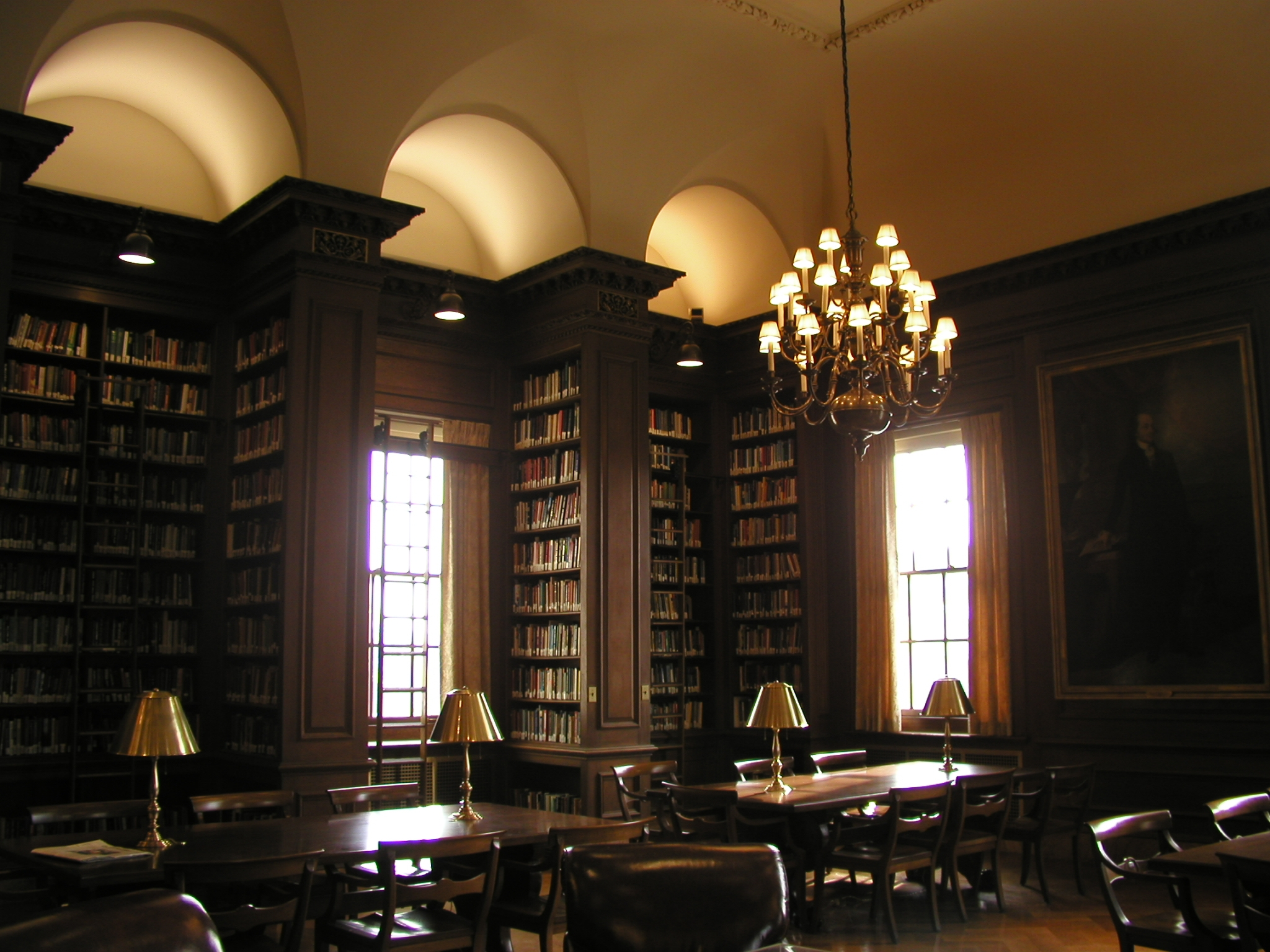
Thư viện Kirby Library với kiến trúc cổ kính, nằm bên trong Kirby Hall of Civil Rights.

Cộng đồng sinh viên Lafayette bao gồm 2.381 sinh viên đại học đến từ 42 bang và 72 đất nước khác nhau. Năm 2007, tỉ lệ nhận của trường là 35% cho khóa học tốt nghiệp năm 2011. 80% trong số đó từng đứng trong top 10% trong trường trung học của họ. Trung bình 50% có điểm SAT từ 610 - 700 cho phần đọc (Critical Reading) và 640 - 730 cho phần Toán, và 27 - 32 cho kỳ thi ACT. Trường hiện có 198 giáo sư với tỉ lệ là 11 sinh viên: 1 giáo sư.
Sinh viên của trường gần đây nhận được rất nhiều học bổng tron và ngoài nước Mỹ, trong đó có cả học bổng Goldwater Scholarship 6 năm trở lại đây. 54% sinh viên khóa 2011 nhân được học bổng trung bình là $31.042 từ trường. Lafayette cũng có 2 học bổng merit-based: học bổng Marquis, trị giá $16.000 1 năm và học bổng Trustee trị giá $8.000 1 năm. Số vốn của trường hiện này là $727 triệu, dứng trong top 2% toàn nước Mỹ (bình quân $305.000 mỗi sinh viên). Tống tài sản của trường lên đến $1 tỉ.
Trong ấn phẩm năm 2008, tờ báo US News Lưu trữ ngày 30 tháng 7 năm 2008 tại Wayback Machine xếp Lafayette đứng thứ 34 trong bảng xếp hạng Liberal Arts College, với chuyên ngành Kỹ thuật đứng thứ 12 toàn quốc trong số các trường non-doctoral (chỉ đào tạo tối đa đến bậc Thạc sĩ). Barron's đánh giá Lafayette là một trong số 65 đại học khó vào nhất. Trong tạp chí Kiplinger's Personal Finance, Lafayette đứng thứ 14.
Lafayette có tổng số 46 chuyên ngành khác nhau thuộc 4 ngành lớn: khoa học tự nhiên, khoa học xã hội, nhân văn và kỹ thuật. Ngoài ra trường cũng có các ngành học liên ngành. Sinh viên phải chọn chuyên ngành vào học kỳ 2 năm thứ 2.
Policy Studies là chương trình mới có tại Lafayette bắt đầu từ năm 2007. Mục đích của ngành này là hướng dẫn sinh viên hiểu thêm về cấu trúc, việc điều hành và đánh giá các chính sách hiện nay. Chương trình này tài trợ cho sinh viên tham gia các sự kiện như Đêm Bầu Cử và cũng mời rất nhiều học giả về thuyết trình tại trường. Ngoài ra chương trình dạy tiếng Trung Quốc cũng mới được giới thiệu năm nay, tất cả nhằm nỗ lực mang đến cho sinh viên các nền văn hóa và ngôn ngữ khác nhau như Ả Rập, Ấn Độ...

## Việc tham gia vào bảng xếp hạng US News
Trong năm học 2006 - 2007, hiệu trưởng Dan Weiss đã quyết định không tham gia vào mục Peer Assessment của tờ báo US News Lưu trữ ngày 30 tháng 7 năm 2008 tại Wayback Machine. Mục này quyết định tới 25% việc xếp hạng của các trường. Lafayette và 11 trường đại học khác đang kêu gọi ngừng những khảo sát danh tiếng trong giáo dục cũng như từ chối việc dùng thứ hạng để quảng bá cho trường. 63 trường đại học khác đã ký vào bản kiến nghị này. Có lẽ vì thế nên thứ hạng của Lafayette đã giảm từ 27 xuống 30 trong năm 2007 và nay là 34 năm 2008.

## Toàn cảnh khuôn viên trường
Pardee Hall, tòa nhà học lớn nhất khuôn viên trường, đã từng bị cháy 2 lần trong thập niên 80. Vụ cháy đầu tiên do 1 thí nghiệm bất cẩn gây ra. Vụ cháy thứ 2 do 1 giáo sư triết học cố ý gây ra. Ông này kể lại do thích ngắm nhìn những tòa nhà cháy từ phía bên kia sông Delaware nên mới cố tình châm lửa. Mặc dù Pardee Hall quay mặt về hướng Nam, phía trước cửa chính là 1 bãi cỏ rộng song học sinh trường thường coi cửa sau là cửa chính do nó nhìn ra The Quad. Vào mùa đông hoặc khi mưa nhiều, bãi cỏ phía "sau" Pardee Hall thường là nơi trượt cỏ cho học sinh ở đây vì nó trở nên khá trơn. một số ván trượt hay được học sinh sử dụng là các khay đựng thức ăn được họ trộm từ nhà ăn.
Có người nói rằng tầng 5 Pardee Hall có ma. Họ chỉ ra rằng không có cầu thang lên tầng 5 nhưng người ta vẫn có thể nhìn thấy cửa số của nó từ bên ngoài. Thật ra vẫn có cầu thang lên tầng nhưng nó nằm phía sau 1 cánh cửa đã được khóa ở tầng 4. Các giáo sư nói rằng tầng 5 được sử dụng để làm kho chứa đồ, trong đó có một số vật trong bộ sưu tập đặc biệt của trường.
Kirby Hall of Civil Rights, có kiến trúc xa xỉ bên trong, được đồn là tòa nhất đắt nhất từng được xây dựng lúc đó. Tòa nhà được thiết kế bởi nhóm kiến trúc sư đã từng thiết kế New York City Grand Central Terminal.

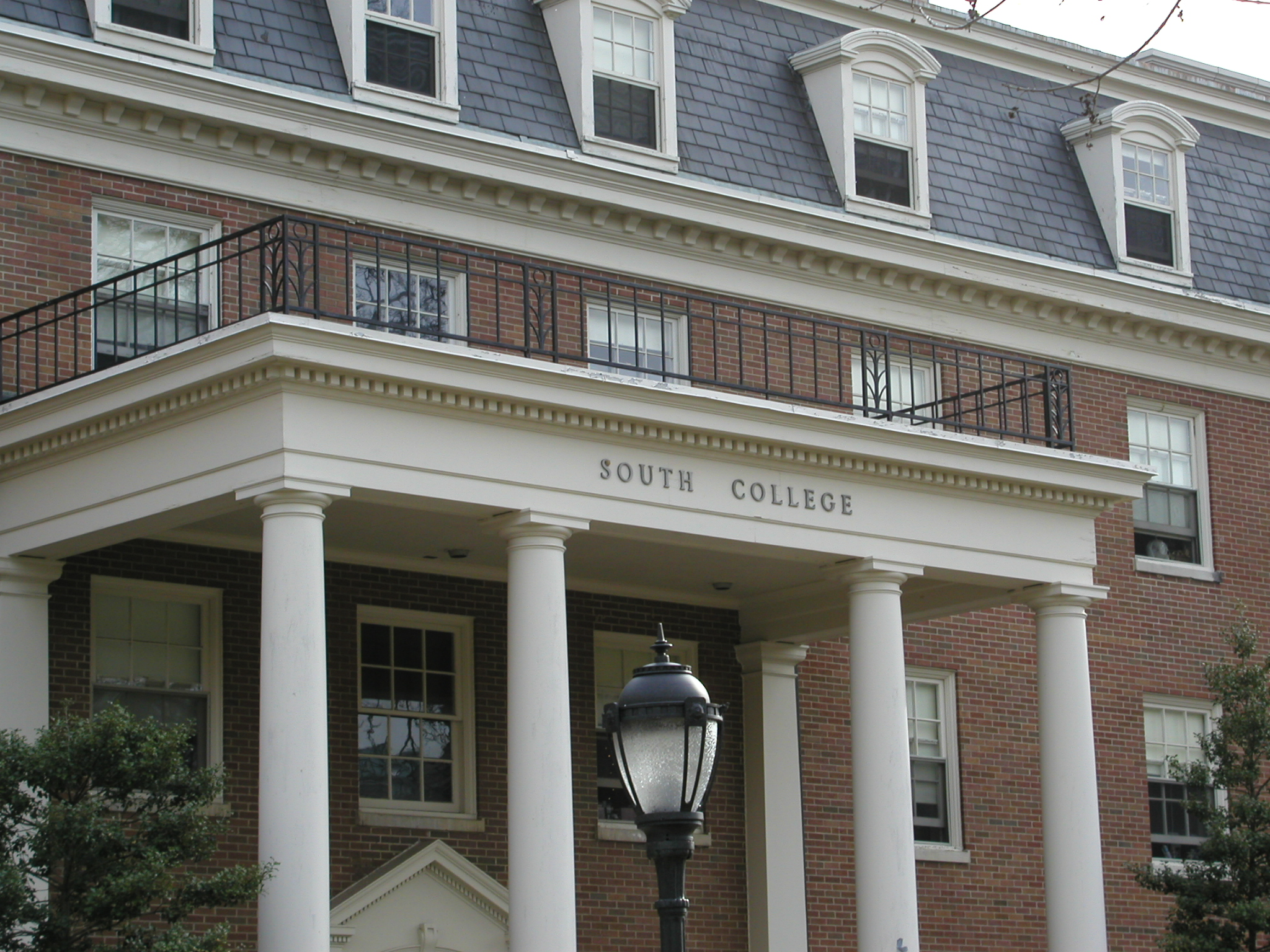
South College là khu ký túc xá lớn nhất Lafayette, có khoảng 220 học sinh bao gồm cả nam và nữ.

Farinon College Center, nơi học sinh thường tụ tập, được thiết kế dựa trên McKelvy House, 1 khu ký túc xá khác nằm ngoài campus. Địa điểm đó trước đây là tòa nhà Delta Upsilon, lò sưởi nằm ở trung tâm sảnh cũng chính là lò sưởi trong Delta Upsilon. Trong khi tầng trên là nhà ăn buffet sử dụng meal plan, tầng dưới lại có kiến trúc kiểu food court, nơi học sinh trả tiền cho từng món. Đó cũng là nơi biểu diễn của các hài kịch, nhạc kịch được tổ chức bởi Lafayette Activities Forum, ban hoạt động của Lafayette.
Markle Hall, hiện giờ là tòa nhà chính, có văn phòng tuyển sinh và học bổng, trước đây là Hall of Mining Engineering.
Gilbert's Cafe, 1 quán cafe nhỏ ở tầng 1 của Kirby House, được mở ra vào năm 1999 để làm nơi tụ tập cho các sinh viên vào buổi tối. Cái tên Gilbert được chọn ra trong 1 cuộc thi, và người thắng cuộc đã chọn một trong số những tên đệm của Marquis de Lafayette: Gilbert. Mùa thu năm 2006, Gilbert's Cafe gặp trục trặc và phải đóng cửa vào kỳ học mùa xuân. Tuy nhiên, nó đã được mở cửa trở lại vào kỳ học mùa thu kế tiếp. Gilbert's Cafe là nơi học sinh có thể thoải mái biểu diễn cho mọi người mà không cần dăng ký trước.
Thư viện Skillman đã trải qua một số tu sửa lớn từ năm 2003 đến 2005. Tòa nhà này đã giành được một số giải thưởng, trong đó có giải nội thất đẹp từ American Institute of Architects vào năm 2006.
Vào mùa thu năm 2006, Lafayette đã ký hợp đồng với MTV để campus trở thành một trong số các MTVu campus. Do đó, Lafayette từng là địa điểm tổ chức buổi hòa nhạc MTVu vào mùa xuân năm 2006 thay vào buổi hòa nhạc bình thường của cộng đồng sinh viên. Vào mùa xuân 2007, ban nhạc Third Eye Blind đã được chọn để biểu diễn ở Kamine Gymnasium.